# Суданская трава 'Чишминская Ранняя'
Суданская трава 'Чишминская Ранняя' — сорт суданской травы (лат. Sorghum × drummondii).

## Происхождение
Сорт суданской травы 'Чишмиская Ранняя' получен путём сложной гибридизации 64 линий сортов селекции Башкирского НИИ сельского хозяйства.  Включён в Государственный реестр селекционных достижений по Средневолжскому и Уральскому регионам.

## Характеристика сорта
Растение кормовое.  Сорт раннеспелый. Стебель цилиндрический, тонкий. Высотой около 150 см, кустистость средняя. Листья ланцетовидные, сочные, длиной 40-60 см, шириной 2,0-3,5 см.  Вегетационный период – около    97 дней.
Метёлка травы - раскидистая, рыхлая, длиной 19-35 см, перед созреванием красновато-коричневая с  ромбовидными колосьями.  Колосковые чешуи слабоопушённые, окраска от светло-коричневой до чёрной.
Семена растения - плёнчатые, овально-округлые, окраска от светло-жёлтой до светло-коричневой. Средняя урожайность семян на уровне среднего стандарта. Средняя урожайность абсолютно сухого вещества на уровне стандарта. В средней степени поражался красной бактериальной пятнистостью.
Содержит 8-12 г. протеина, 1,8-3,4 % сахара, 41 г/кг каротина, около 40 г/кг клетчатки.
Максимальный урожай – 465 ц./га, средний – 363 ц./га, Урожай семян – 20 ц./га.